# Бурнашёва, Александра Григорьевна
Александра Григорьевна Бурнашёва (род. 3 сентября 1972, Якутск) — российская шашистка. Гроссмейстер России (2000).

## Биография
В детстве посещала музыкальную школу по классу фортепиано, но увлеклась шашками и оставила музыку. По признанию Александры Бурнашевой, музыка и сейчас занимает важное место в её жизни, иногда она задумывается о смене журналистской карьеры на профессию диджея.
В 2000 году, получив высшее спортивное шашечное звание, стала первой женщиной-гроссмейстером в Республике Саха (Якутия).
В настоящее время работает журналистом в «Спортивной Якутии» и продолжает выступления в турнирах шашистов. В 2002 году её работа в газете была отмечена премией «Лучший спортивный журналист» имени В. Степанова, а в 2004 году она стала лауреатом Всероссийского конкурса на лучший материал в СМИ, освещающий выборы президента РФ, органов госвласти и местного самоуправления субъектов и вопросы избирательного законодательства
Замужем, имеет сына.

## Спортивные достижения
- Гроссмейстер России (2000)
- чемпионка России по международным шашкам (1998)
- серебряный призёр V клубного чемпионата России по международным шашкам среди женщин (2004 в составе клуба Чурапча)[2]
- десятикратная чемпионка республики Саха.

На чемпионате мира по международным шашкам 1999 года заняла 5-е место.